# Costa de Tersky
La costa de Terskiy (Терский берег en ruso, transl.: Terskiy bereg) es un tramo de la costa sureste de la península de Kola, en la parte septentrional del mar Blanco, entre la desembocadura del río Varzuga y el cabo Svyatoy Nos. Administrativamente, pertenece al óblast de Murmansk, a los distritos de Lovozerskiy y Terskiy, en el noroeste de Rusia. La longitud total de la costa de Tersky es de aproximadamente 500 km y la mayor parte se encuentra más allá del círculo polar ártico. Los ríos principales que desaguan en este tramo costero son el Ponoy y el Strelna. La zona empezó a ser poblada a partir del siglo XIII por los pomores.
En el litoral se encuentran las localidades de Olenitsa, Kashkarantsy, Kuzomen, Tetrino, Chapoma, Pyalitsa y Lumbovka.
Está incluida dentro de la zona de seguridad fronteriza, razón por la que se necesita presentar un permiso del departamento del FSB para visitar la costa.

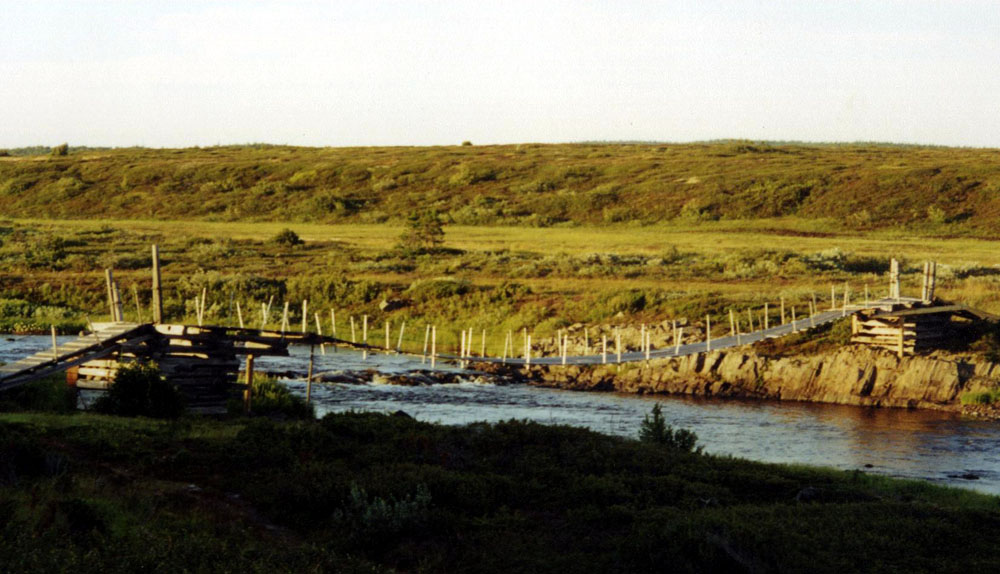
Puente colgante sobre el río Chawanga
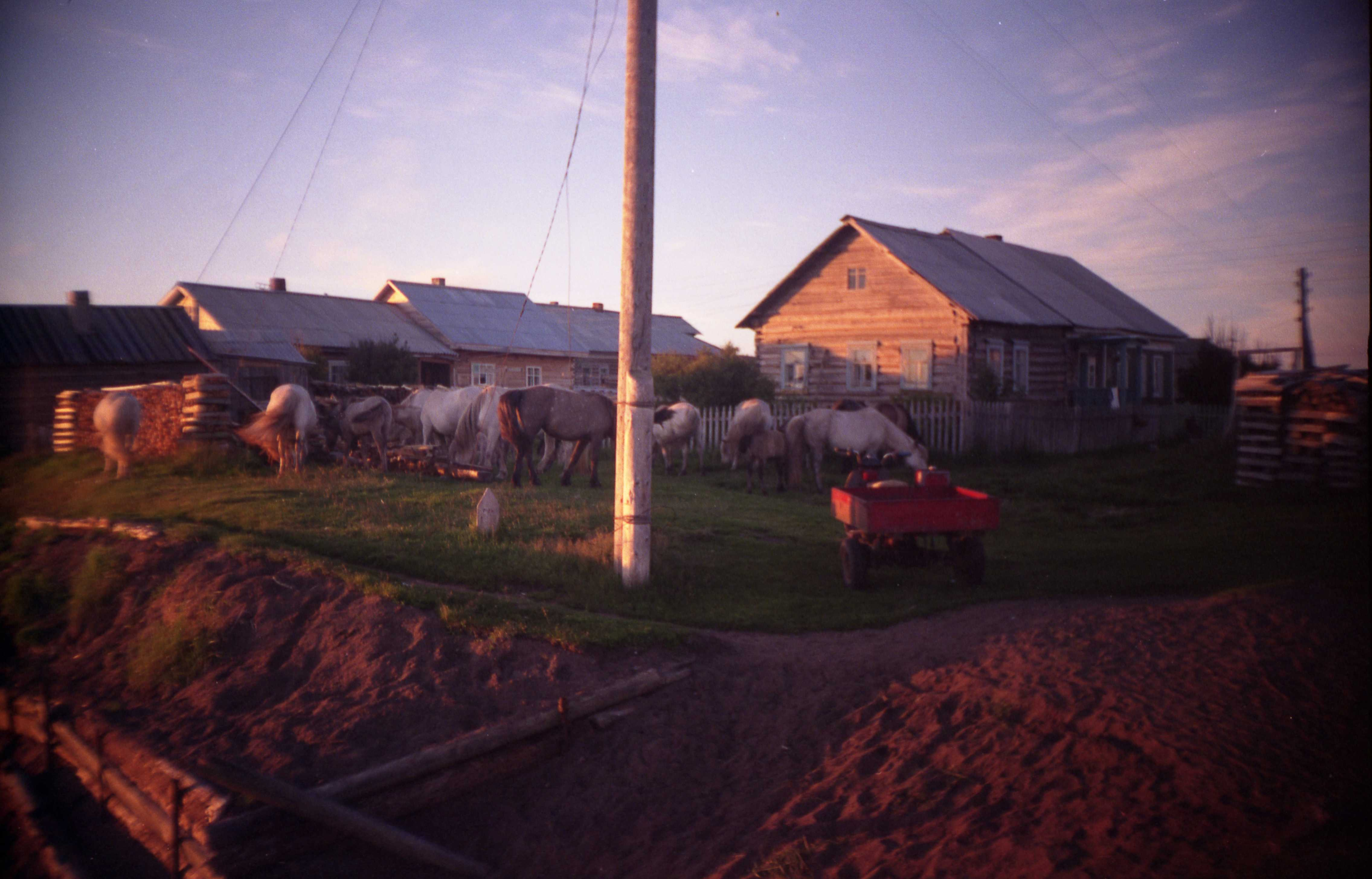
Manada de caballos salvajes en la pequeña aldea de Chawanga
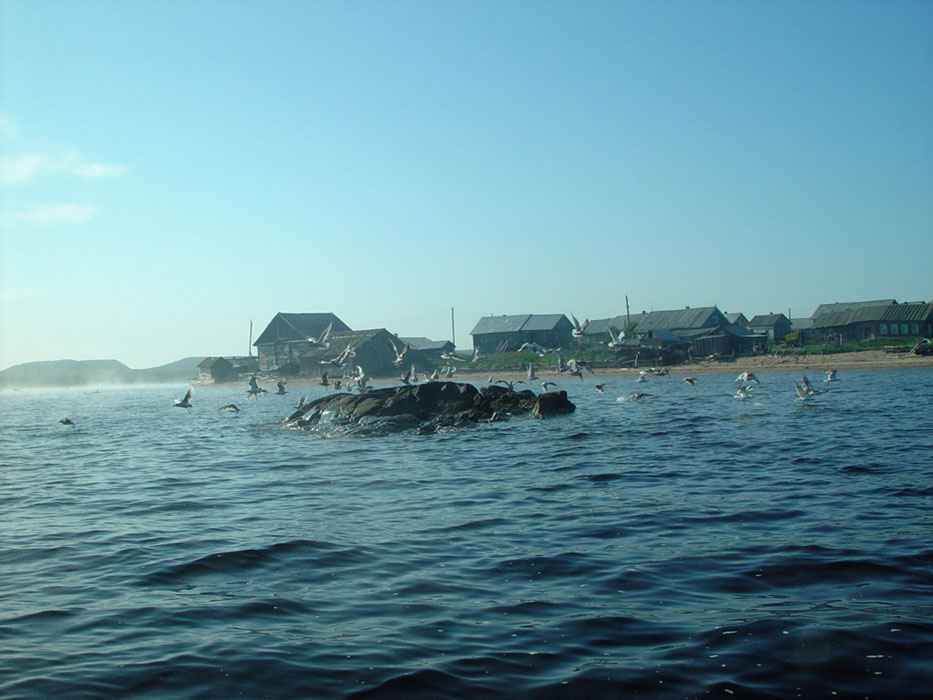
Chawanga a orillas del mar Blanco
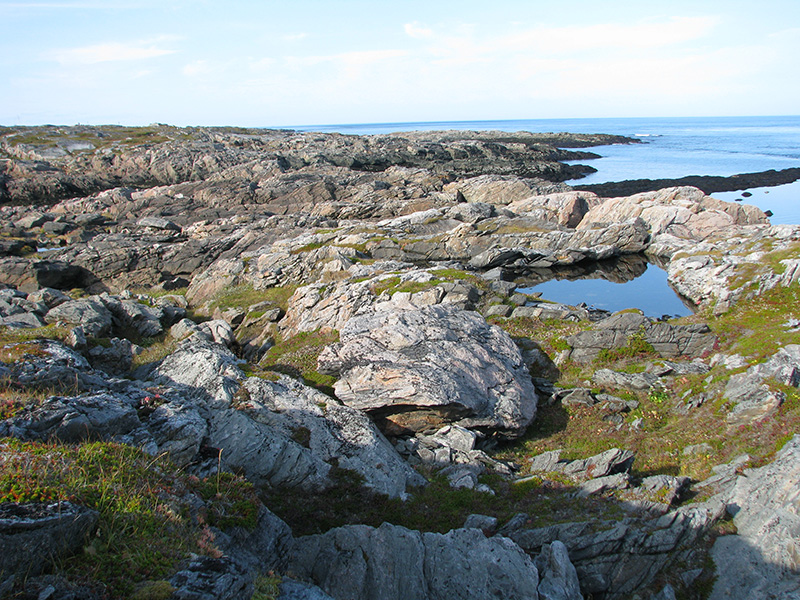
Cabo Svyatoy Nos en la costa de Tersky